# 馬扎爾郵政
馬扎爾郵政 (匈牙利語：Magyar Posta Zrt.），又名匈牙利郵政，是匈牙利的郵政當局。馬扎爾郵政的歷史可以追溯至1867年。2006年，馬扎爾郵政公司化。

## 外部連結
- Hungarian Post Office